# Republic F-84 Thunderjet
Republic F-84 Thunderjet byl americký proudový stíhací bombardér. Vznikl v roce 1944 z požadavku USAF na denní stíhačku a poprvé vzlétl v roce 1946. Přestože se do výroby dostal v roce 1947, trpěl mnoha konstrukčními problémy a problémy s motorem, následkem čehož nebylo americké letectvo schopno provést ani jednu činnost, na kterou bylo letadlo zkonstruováno a zvažovalo zrušení celého programu. Letadlo nebylo až do roku 1949, kdy se objevila verze F-84D, plně bojeschopné a vývoj ukončila až konečná verze F-84G v roce 1951. V roce 1954 byl F-84 Thunderjet s přímým křídlem doplněn o stíhací verzi Republic F-84F Thunderstreak se šípovým křídlem a průzkumnou verzi RF-84F Thunderflash.
F-84 byl první sériový stíhací letoun využívající tankování za letu a první stíhací letoun schopný nést jadernou zbraň, jadernou pumu Mark 7. Upravené F-84 byly použity v několika neobvyklých projektech, včetně FICON a Tom-Tom s mateřskými bombardéry B-29 Superfortress a B-36 a experimentálnímu turbovrtulovému XF-84H Thunderscreech.
Nomenklatura F-84 může být poněkud matoucí. Modely F-84A až F-84E a F-84G s přímým křídlem se nazývaly Thunderjet. F-84F Thunderstreak a RF-84F Thunderflash byly různé letouny se šípovými křídly. XF-84H Thunderscreech (není jeho oficiální název) byla experimentální turbovrtulová verze F-84F. Verze F-84F se šípovým křídlem byla zamýšlena jako malá variace normálního Thunderjetu s pouze několika různými díly, takže si ponechala základní označení F-84. Zpoždění výroby na F-84F mělo za následek další objednávku verze s přímým křídlem; šlo o F-84G.

## Vývoj

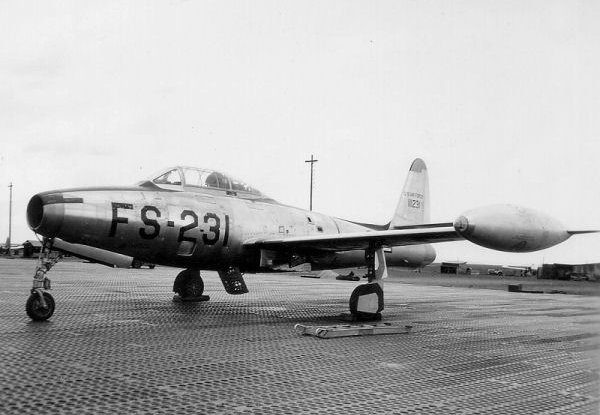
F-84G na francouzské základně Chaumont Air Base, 1953

V roce 1944 zahájil Alexander Kartveli, šéfkonstruktér firmy Republic Aviation, práce na proudovém letounu, který by nahradil úspěšný stíhací P-47 Thunderbolt s pístovým motorem. Počáteční snaha vestavět proudový motor do jen mírně upraveného draku P-47 nevedla k úspěchu, hlavně pro velký průměr odstředivých kompresorů první generace turbínových pohonných jednotek. Namísto úpravy existujícího typu, Kartveli a jeho tým zkonstruovali úplně nový stroj, se štíhlým trupem, převážně vyplněným proudovým motorem už s axiálním kompresorem, a nádržemi paliva v poměrně tlustém přímém (nešípovém) křídle.
Dne 11. září 1944, United States Army Air Forces zveřejnila požadavek na denní stíhací letoun s maximální rychlostí alespoň 600 mph (521 kn, 966 km/h), bojovým akčním rádiem 705 mil (612 námořních mil, 1135 km), a výzbrojí šesti kulometů ráže 12,7 mm, nebo čtyř kulometů ráže 15,2 mm. Navíc, letoun měl být poháněn vyvíjeným motorem General Electric TG-180 s axiálním kompresorem, který byl nakonec vyráběn pod označením Allison J35.
11. listopadu 1944 firma Republic obdržela první objednávku na tři prototypy nového letounu XP-84—Model AP-23. Protože konstrukce slibovala mnohem vyšší výkony než P-80 Shooting Star a Republic měl velké zkušenosti s výrobou jednomístných stíhaček, neproběhla jindy běžná soutěž mezi různými firmami. Jméno Thunderjet bylo zvoleno jako pokračování v tradici letounů Republic Aviation, která začala typem P-47 Thunderbolt, a upozorňovalo na principiálně nový způsob pohonu. 4. ledna 1945, dokonce ještě dříve, než se první letoun vůbec zvedl do vzduchu, byla objednávka navýšena na 25 kusů YP-84A pro operační zkoušky a 75 sériových P-84B (později změněna na 15 YP-84A a 85 P-84B).
V mezičase, zkoušky v aerodynamickém tunelu, prováděné ústavem NACA (National Advisory Committee for Aeronautics), ukázaly na nestabilitu a možnost zvlnění potahu stabilizátoru při vysokých rychlostech. Hmotnost letounu rostla tak rychle, až USAAF muselo stanovit limit 13 400 lb (6080 kg), který nesměl být za žádných okolností při vývoji překročen. Výsledky prvních testů se promítly do třetího prototypu, značeného XP-84A, který obdržel také výkonnější motor J35-GE-15 s tahem 17,8 kN.
První prototyp XP-84 byl převezen na základnu Muroc Army Air Field (dnes Edwards Air Force Base), kde vykonal 28. února 1946 první zkušební let. Za řízením seděl major Wallace A. "Wally" Lien. V srpnu jej doplnil druhý prototyp, také s motorem J35-GE-7 o tahu 16,66 kN. Patnáct kusů YP-84A, dodaných na letiště Patterson Field (Dnes Wright-Patterson Air Force Base) pro zkoušky operačního nasazení, mělo výkonnější motory J35-A-15, vestavěnou šestici kulometů Browning M2 ráže 12,7 mm (čtyři v přídi trupu, dva v centroplánu), a mohlo nést na koncích křídla po jedné přídavné nádrži s objemem 856 litrů.
Kvůli zpožděním v dodávkách proudových motorů i výrobě letounů, stroje XP-84A podstoupily jen velmi omezené letové zkoušky před tím, než z továrny v roce 1947 začaly vyjíždět sériové P-84B. Například, vliv nádrží na konci křídla na životnost letounu nebyl detailně zkoumán, což později znamenalo nemalé problémy.
Po vzniku United States Air Force v roce 1947 bylo označení P (Pursuit) nahrazeno písmenem F (Fighter), a z P-84 se stal F-84.
Letouny F-84 sloužily mezi roky 1947–1958 u následujících jednotek: 27th Fighter Wing, 27th Fighter Escort Wing, 27th Strategic Fighter Wing, 31st Fighter Escort Wing, 127th Fighter Day Wing, 127th Fighter Escort Wing, 127th Strategic Fighter Wing, 407th Strategic Fighter Wing and the 506th Strategic Fighter Wing of the Strategic Air Command.

## Služba

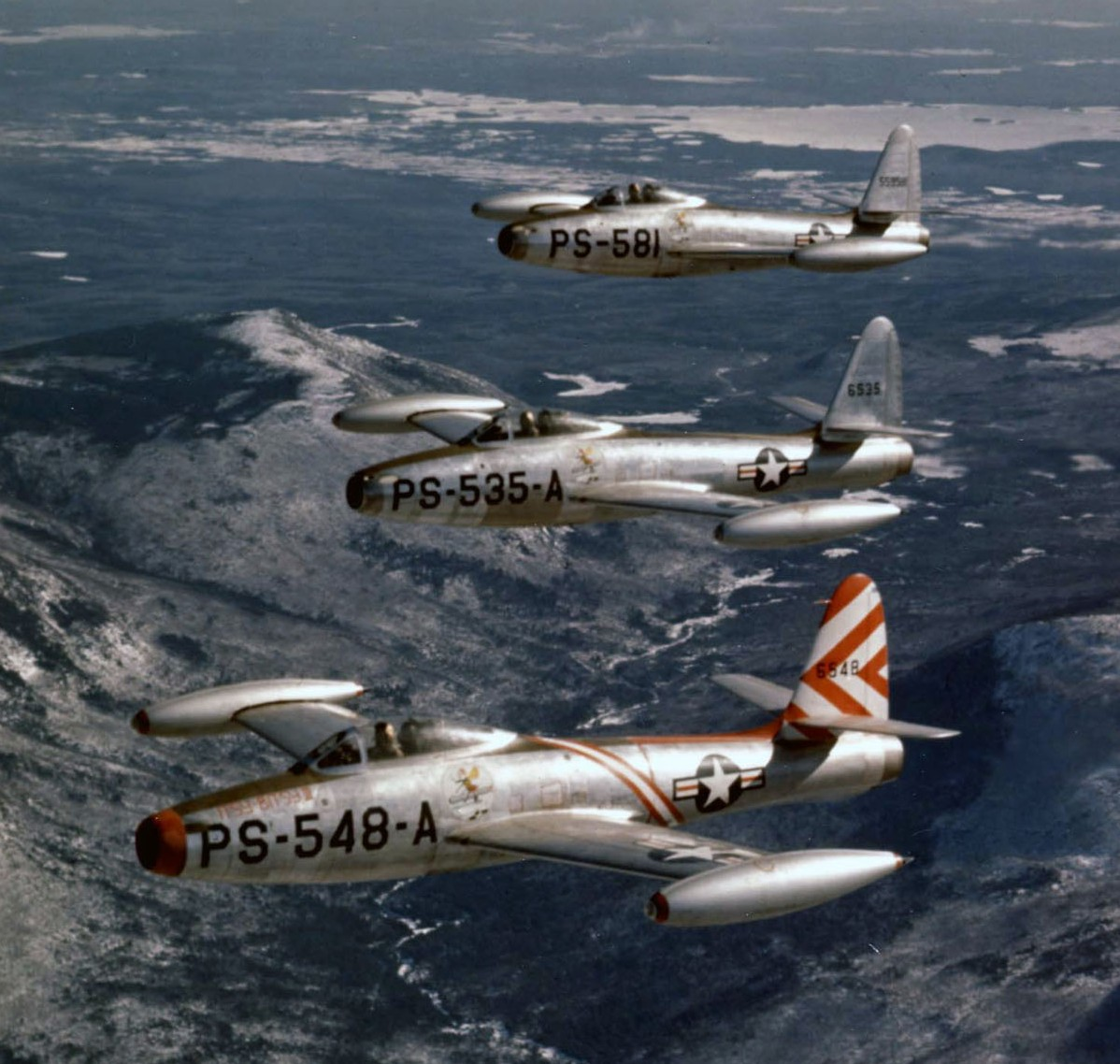
P-84B ze stavu 48th Fighter Squadron, 14th Fighter Group, 1948.

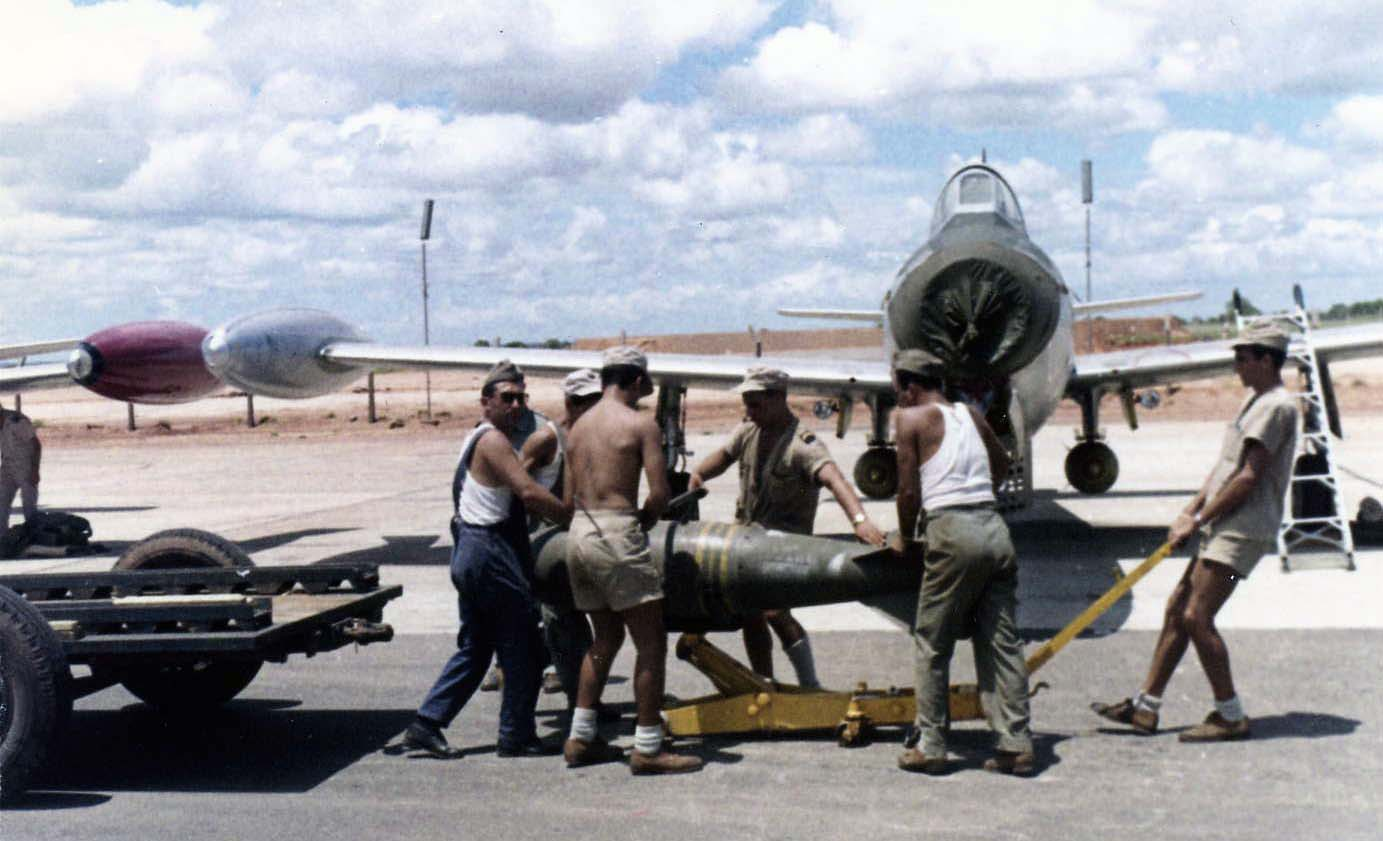
Podvěšování výzbroje na portugalský F-84 na základně Luanda v 60. letech během koloniálních válek v Africe.

První F-84B, které se od YP-84A lišily pouze instalací kulometů Browning M3 s vyšší kadencí, získaly operační status v prosinci 1947, kdy je začala používat 14. Stíhací skupina (14th Fighter Group) na základně Dow Field, Bangor, Maine. Velmi záhy přišla první letová omezení, maximální rychlost nesměla překročit Mach 0,8 kvůli reverzaci kormidel, a přetížení bylo limitováno hodnotou 5,5 G, nad níž se objevovalo zvlnění potahu trupu. Kvůli nekončícím problémům, nedostatku náhradních dílů a obtížné údržbě si letoun vysloužil přezdívku "Mechanic's Nightmare" – Mechanikova noční můra. Od 24. května 1948 byly zbývající F-84B uzemněny, z důvodu stále častějších selhání konstrukce.
V roce 1948 důkladný rozbor programu F-84 ukázal, že žádný z postavených F-84B nebo F-84C nemůže být považován za letoun schopný bojového nasazení. Před zastavením výroby Thunderjet zachránil pouze vznik zcela přepracované verze F-84D, která měla vyřešené alespoň hlavní závady a právě vstupovala do sériové produkce. Srovnávací zkoušky s F-80 prokázaly, že Shooting Star dokáže vzlétnout na kratší vzdálenosti, v malých výškách lépe stoupá a má celkově lepší obratnost. Naopak F-84 mohl nést větší bojový náklad, exceloval výkony ve velkých výškách a měl delší dolet. Jako dočasné řešení věnovalo USAF částku osm milionů dolarů na provedení více než 100 změn u všech zbývajících F-84B, většina z nich se týkala celkového zpevnění křídla. Přes částečné zlepšení spolehlivosti byly stroje F-84B do konce roku 1952 vyřazeny ze služby.
Verzi F-84C charakterizovalo použití motoru J35-A-13 s nepatrně vyšší životností, současně se objevily drobné technické změny v konstrukci. Navenek stejný letoun sužovaly tytéž problémy jako F-84B, prošel obdobným procesem zpevnění konstrukce a také jej do konce roku 1952 čekalo vyřazení z aktivní služby.
Nutné změny byly přímo na výrobní lince uplatněny až u verze F-84D, která přišla do služby od roku 1949. Křídlo dostalo potah silnějším hliníkovým plechem, palivový systém byl upraven pro zimní podmínky a používání paliva JP-4, a stroje obdržely výkonnější motory J35-A-17 s tahem 22,2 kN. Ukázalo se, že nedostatečně odzkoušené nádrže na koncích křídla způsobují jeho zkroucení při manévrech s vysokým přetížením, a vedou tak k nadměrnému namáhání a poškozování konstrukce letounu. Jako náprava se objevily malé trojúhelníkové plošky na vnějších stranách nádrží. F-84D byly v roce 1952 přesunuty ze služby v USAF k ANG (Air National Guard), kde vydržely až do roku 1957.
Prvními opravdu bojově způsobilými Thunderjety byly stroje verze F-84E, vyráběné od roku 1949. Letoun obdržel motor J35-A-17, celkově zpevněné křídlo a trup prodloužený o 305 mm před a 76 mm za křídlem, což zvětšilo prostor pro kabinu a vestavěnou avioniku. Objevil se zaměřovač A-1C, spřažený s radarovým dálkoměrem APG-30, a přibyla možnost podvěsit pár odhoditelných nádrží s objemem po 870 l na pylony pod křídlem, což zvýšilo akční rádius letounu na 1 600 km.
Navzdory všem zlepšením zůstávala spolehlivost F-84E trvale nízká, v kterémkoli okamžiku byla operačně použitelná jenom polovina letounů. Na vině byly zejména nedostatečné dodávky náhradních dílů pro motory Allison. Původně se uvažovalo, že každý F-84E v průměru nalétá 25 hodin měsíčně a dosáhne 100 hodin resurs mezi generálními opravami motoru. Od začátku války v Koreji a po zahájení dodávek F-84 dalším státům NATO požadavky vysoce přesáhly schopnosti firmy Allison vyrábět nové motory i náhradní díly. Verze F-84E byla vyřazena ze služby v USAF v roce 1956, u ANG zůstala do roku 1959.
Poslední verzí F-84 s přímým křídlem se stala F-84G, která přišla do služby v roce 1951. Na levé polovině křídla se objevilo přípojné místo pro doplňování paliva za letu, stroj obdržel autopilota, ILS (Instrument Landing System), motor J35-A-29 s tahem 24,7 kN, a měl schopnost nést jeden kus jaderné zbraně Mark 7. F-84G byla vyřazena ze služby v USAF v polovině 60. let.
Od začátku 60. let byly stroje F-84G intenzivně využívány portugalským letectvem při koloniálních válkách v Africe.

### Létání na Thunderjetu

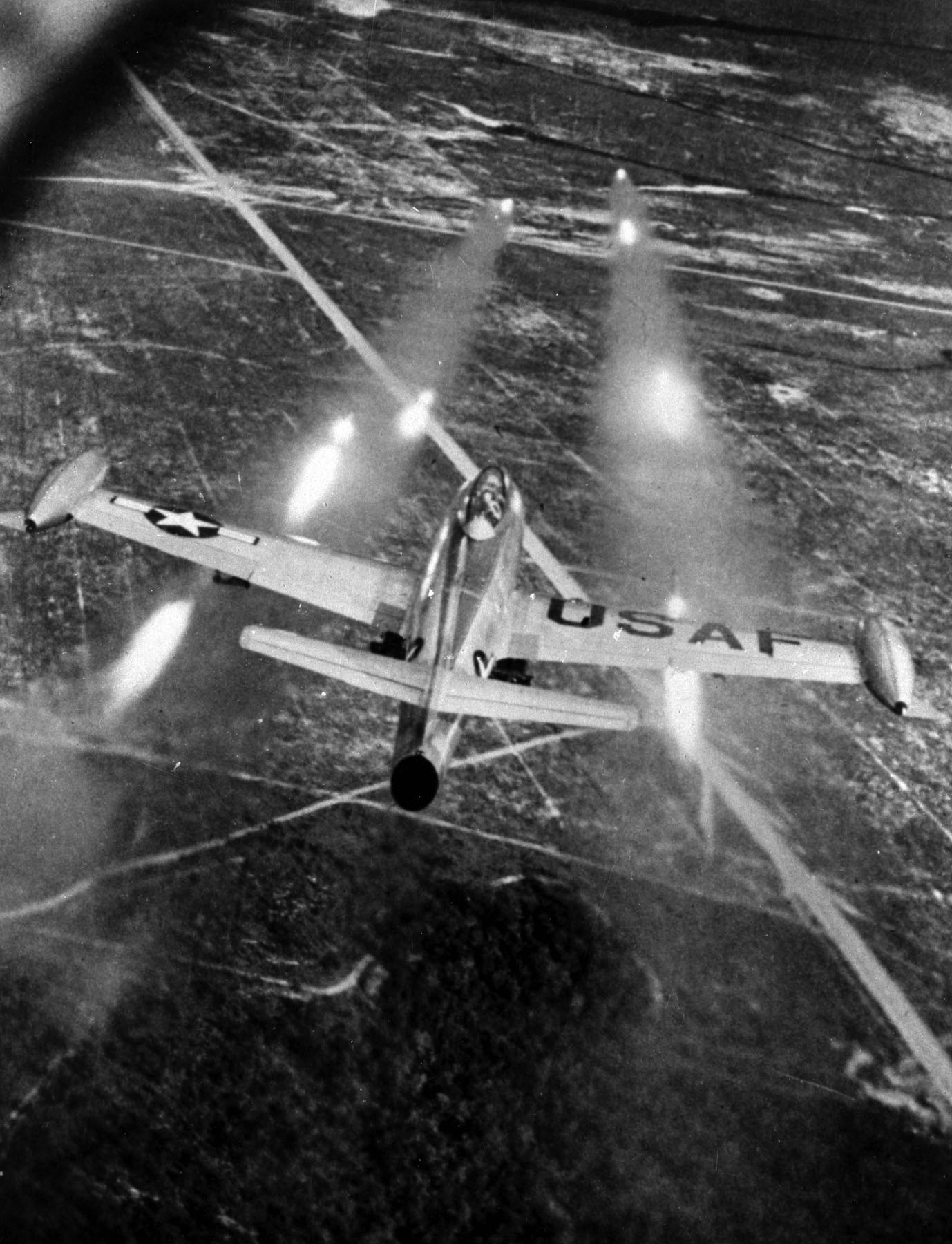
F-84E odpaluje raketové střely HVAR.

Jak bylo u první generace proudových letounů typické, vlastnosti Thunderjetu při vzletu měly daleko k dokonalosti. V horkém korejském létě a s plným bojovým nákladem vyžadoval F-84 pro vzlet naprosto běžně 3 000 m dráhy, dokonce i při použití pomocných raketových motorů RATO (zavěšovala se dvojice nebo čtveřice, každý motor dával tah 4,4 kN po dobu 14 sekund). Mimo vedoucího letounu měly všechny ostatní výhled silně omezený kouřem z raket. První F-84 se odlepovaly z dráhy při rychlosti 260 km/h, s řídící pákou úplně přitaženou. Přistání probíhalo při obdobné rychlosti, pro srovnání, druhoválečný P-51 Mustang dosedal při méně než 190 km/h. Pokud odhlédneme od vysoké přistávací rychlosti, s Thunderjetem se létalo snadno podle přístrojů a ani boční vítr při přistání nezpůsoboval závažné potíže.
Přímé křídlo s poměrně tlustým profilem limitovalo kritické Machovo číslo letounu na hodnotu 0,82. Thunderjet měl dostatečně výkonný motor dokonce pro značně vyšší rychlosti, proto v malých výškách nebyl problém uvedenou hodnotu snadno překonat. V takovém případě se překročení kritického Machova čísla projevilo prudkým vykmitnutím přídě letounu směrem vzhůru, což mohlo způsobit dokonce až odtržení křídla od trupu. Nad výškou 4 600 m se dalo s F-84 létat i rychleji, ovšem s rizikem vzniku třepání (buffeting) konstrukce. Naštěstí pilot mohl rychlost letounu snadno kontrolovat, a dokonce i střemhlavé bombardování z výšky 3 000 metrů bylo prováděno zcela bezpečně. Omezená maximální rychlost se ukázala jako velký problém při střetech se sovětskými letouny MiG-15 nad Koreou. Pomalejší než MiG, F-84 nebyl schopen provádět ani ostré zatáčky. Trvalé přetížení v zatáčce bylo omezeno na nejvýše 3G, při vyšších hodnotách letoun výrazně ztrácel rychlost. Jeden pilot F-84E poslal k zemi dva MiGy-15, přičemž jeho druhé vítězství bylo dosaženo kuriózním způsobem. V sestupném letu nízko nad zemí velmi prudce přitáhl Thunderjet do stoupání, soupeř v MiGu nedokázal zopakovat nebezpečný manévr a vlétl do země. Naštěstí pro amerického pilota jeho F-84E zůstala pohromadě, ačkoli drak letounu byl po přistání výrazně zvlněný. Thunderjet poskytoval stabilní základnu pro střelbu a jeho setrvačníkový zaměřovač umožňoval přesné ničení vzdušných i pozemních cílů. Piloti vysoce oceňovali tradiční robustnost konstrukce, která byla pro výrobky firmy Republic typická.
Piloti své Thunderjety nejčastěji přezdívali "The Lead Sled" – Olověné saně. Byl přezdíván i "The Iron Crowbar" – Železná tyč, "a hole sucking air" – Díra cucající vzduch, "The Hog" ("The Groundhog") - Svišť, "The World's Fastest Tricycle" – Nejrychlejší tříkolka na světě, nebo "Ground Loving Wh-re" – Zem milující letadlo, jako připomínka extrémně dlouhého vzletu.

### Válka v Koreji

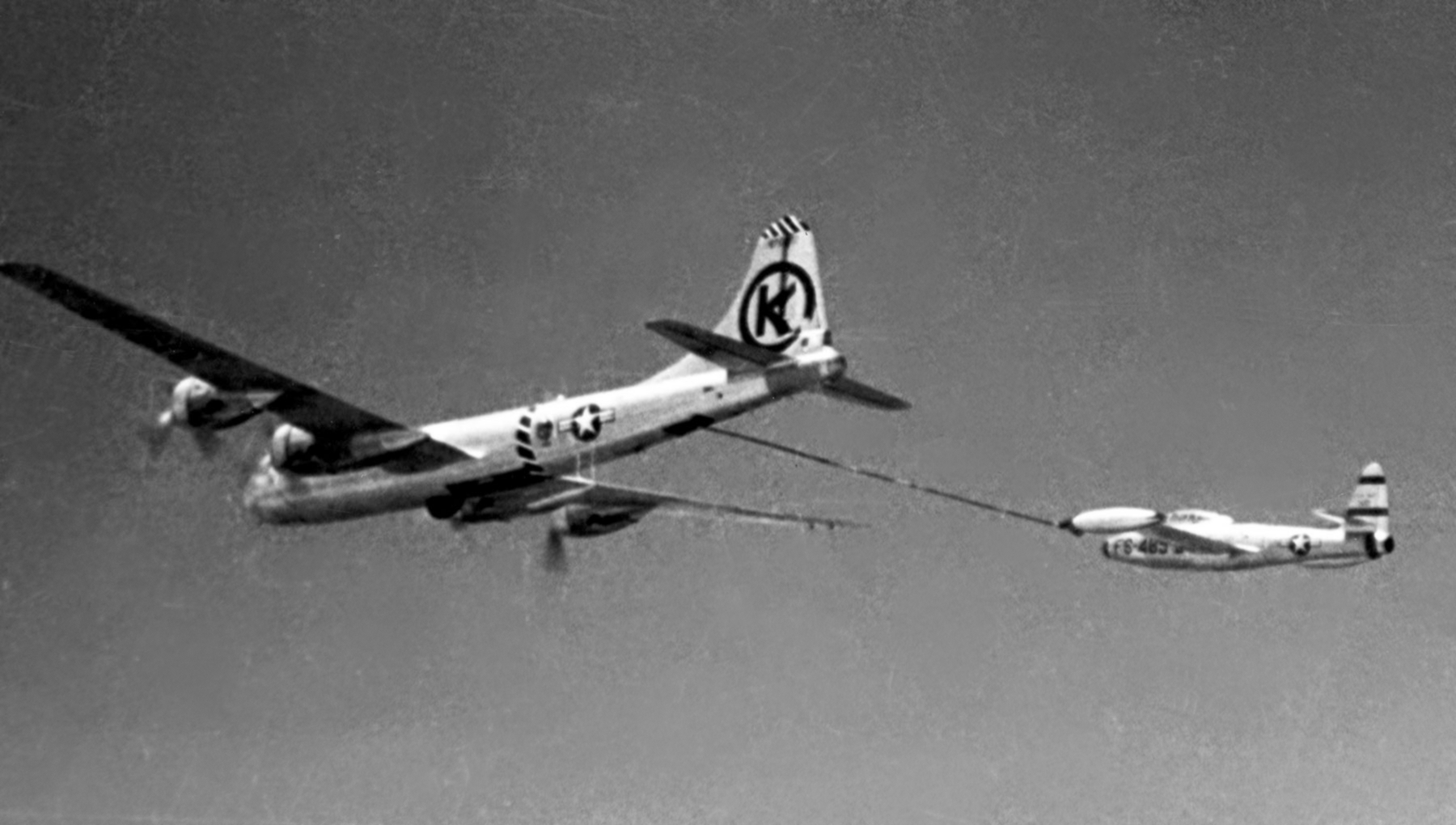
Tankovací KB-29 doplňuje palivo F-84E nad Koreou.

Thunderjet se mimořádně osvědčil během války v Koreji. Ačkoli původní F-84B a F-84C nemohly být nasazeny v bojích, hlavně kvůli malé životnosti jejich motorů – pouhých 40 hodin, modernější F-84D a F-84E poprvé zasáhly do bojů ve stavu 27th Fighter Escort Group 7. prosince 1950. Úkolem byly zpočátku doprovody bombardérů B-29 Superfortress. První vítězství Thunderjetu ve vzduchu bylo dosaženo 21. ledna 1951, ovšem za cenu ztráty dvou F-84. Thunderjet byl o generaci starší než sovětský MiG-15 se šípovým křídlem, a v boji měl výrazný handicap nižší rychlosti i horší obratnosti, které se projevovaly zvláště v soubojích s MiGy řízenými zkušenými sovětskými letci. V úloze vybojování vzdušné nadvlády typ F-84 brzy vystřídal F-86 Sabre. Stejně jako P-47 za druhé světové války, i F-84 přešly k útokům na pozemní cíle - a v této roli excelovaly.
Thunderjety vykonaly celkem 86 408 bojových letů, při nichž svrhly 55 586 tun pum a 6 129 tun napalmu. Podle USAF měly F-84 na svém kontě 60% pozemních cílů zničených americkým letectvem. Jednou z nejznámějších operací Thunderjetů bylo zničení přehrady Sui-ho v roce 1952. V průběhu války se F-84 staly prvními stíhacími letouny USAF, které běžně používaly tankování paliva za letu. Ve vzdušných soubojích zničili piloti Thunderjetů osm letounů MiG-15 při vlastních ztrátách 64 strojů, nárokovaných sovětskými letci. Celkové operační ztráty dosáhly 335 Thunderjetů verzí F-84D, F-84E a F-84G.

### Československo
Dne 10. března 1953 okolo jedenácté hodiny dopoledne sestřelil poručík Jaroslav Šrámek se strojem MiG-15bis jako první a (oficiálně) jediný pilot československé armády proudovou stíhačku, F-84E Thunderjet pilotovaný Američanem G. A. Brownem. Podle rozkazu měl Šrámek přinutit varovným výstřelem pilota Thunderjetu k přistání. Pilot se však obrátil k německým hranicím, tak přišel rozkaz k sestřelení. Nejdříve Brownově F-84E poškodil krátkou dávkou nádrž na křídle. Jelikož se rychle blížili ke státní hranici, zazněla nad Šumavou ještě druhá salva, tentokrát z 37milimetrového kanónu. Z Thunderjetu se vyvalil dým a šel k zemi. Veterán korejské války Brown se stihl (už nad německým územím) katapultovat.

### Zajímavosti
- F-84 byl první letoun, používaný akrobatickou skupinou U.S. Air Force Thunderbirds, která létala na F-84G od roku 1953 do 1955 a na F-84F Thunderstreak v letech 1955 a 1956. Verzi F-84E používala mezi roky 1950 a 1955 akrobatická skupina United States Air Forces Europe (USAFE) Skyblazers.
- 7. září 1946 utvořil druhý prototyp XP-84 americký národní rychlostní rekord 977,2 km/h, nepatrně za světovým rekordem 985,2 km/h britského letounu Gloster Meteor.
- 22. září 1950 přelétla dvojice EF-84E, pilotovaná Davidem C. Schillingem a plukovníkem Williamem Ritchiem, Atlantský oceán z Velké Británie do USA. Ritchieho letounu došlo palivo nad Newfoundlandem, druhý stroj úspěšně dokončil přelet po 10 hodinách a 2 minutách letu a díky třem doplněním paliva ve vzduchu. Let ukázal možnost rychlých přesunů velkých skupin stíhacích letounů přes Atlantik.
- F-84G byl první stíhací letoun, vybavený pro příjem paliva ve vzduchu, a současně první jednomístný letoun schopný nést jadernou pumu.
- 20. srpna 1953 přelétla sedmnáctičlenná skupina F-84G při využití techniky doplňování paliva za letu z USA do Velké Británie. Vzdálenost 7 220 km představovala nejdelší let proudové stíhačky bez mezipřistání.

Od poloviny 60. let byly stroje F-84/F-84F ve stavu USAF postupně nahrazovány typem North American F-100 Super Sabre a průzkumné RF-84F letouny RF-101 Voodoo. Thunderjety přecházely k letectvu americké Národní gardy (Air National Guard), kde F-84F Thunderflash dosloužil v roce 1971. Trojice řeckých RF-84F, vyřazených roku 1991, představovala úplně poslední operačně používané F-84.

### Cena letounu
Ceny jsou vztaženy k hodnotě dolaru odpovídající roku 1950 a nebyly opraveny o inflaci.
|                               | F-84B | F-84C | F-84D   | F-84E   | F-84G   | F-84F   | RF-84F  |
| ----------------------------- | ----- | ----- | ------- | ------- | ------- | ------- | ------- |
| Drak                          |       |       | 139 863 | 139 863 | 150 846 | 562 715 | 482 821 |
| Motor                         |       |       | 41 654  | 41 654  | 41 488  | 146 027 | 95 320  |
| Elektronika                   |       |       | 7 165   | 7 165   | 4 761   | 9 623   | 21 576  |
| Výzbroj                       |       |       | 23 559  | 23 559  | 37 433  | 41 713  | 63 632  |
| Výstroj                       |       |       |         |         | 2 719   | 9 252   | 4 529   |
| Cena za letovou hodinu        |       |       |         |         |         | 390     |         |
| Cena údržby na letovou hodinu |       |       |         |         |         | 185     | 185     |

## Varianty

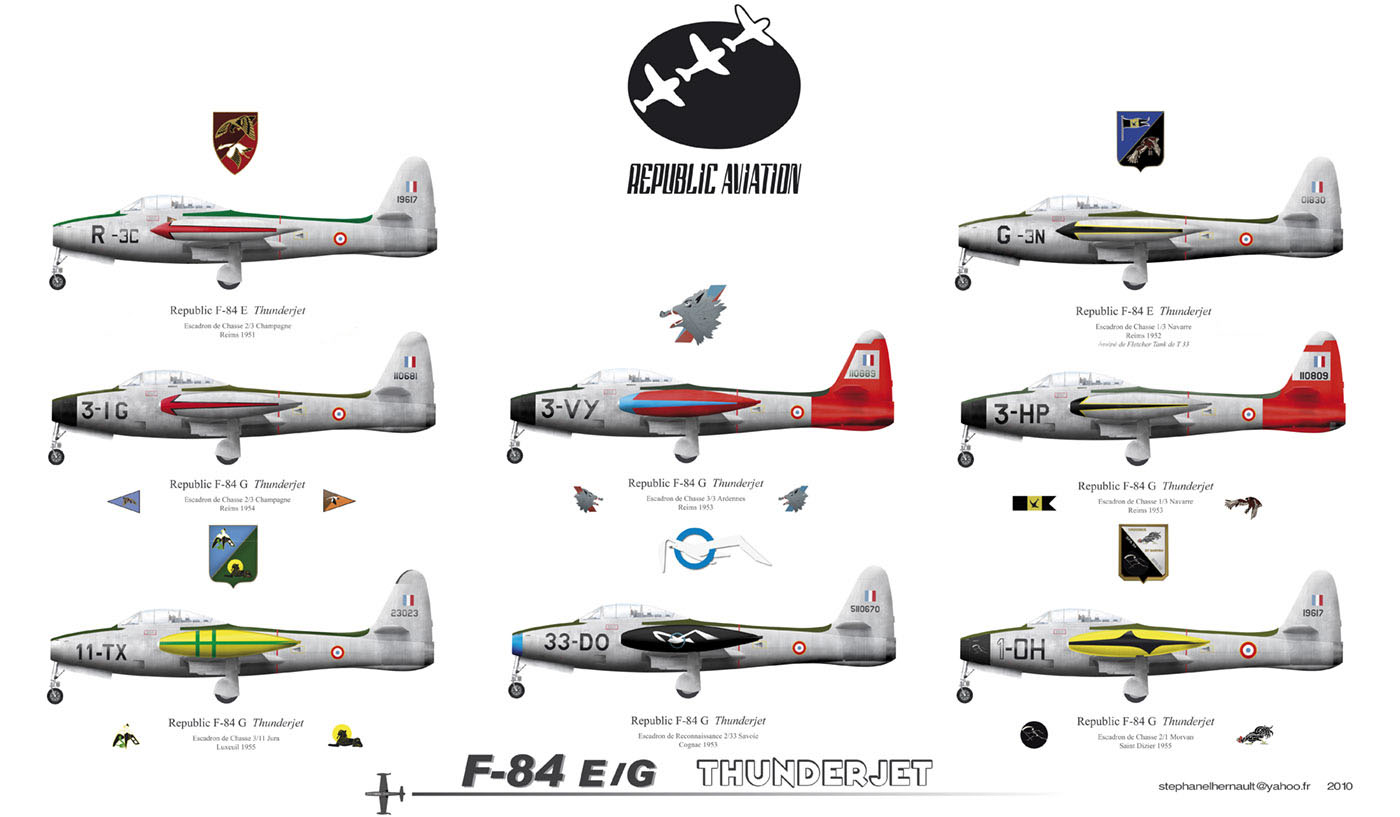
Bokorysy F-84 francouzského letectva, kde typ sloužil mezi roky 1951–1955

### S přímým křídlem
XP-84První dva prototypy.
XP-84ATřetí prototyp s výkonnějším motorem J35-GE-15.
YP-84ALetouny pro zkoušky operačního nasazení, 15 kusů.
P-84B (F-84B)První sériová verze, motor J35-A-15. Postaveno 226 kusů.
EF-84BDva F-84B, přestavěné na parazitní stíhací letouny nesené na koncích křídla bombardéru ETB-29 v rámci projektu Tom-Tom.
F-84CPoužit motor J35-A-13 s delší životností, zlepšena palivová, hydraulická a elektrická soustava. 191 kusů.
F-84DMotor J35-A-17, různé změny nosné struktury letounu. Pitotova trubice přesunuta ze směrovky na dělicí přepážku ve vstupním otvoru vzduchu do motoru. Přidány plošky na nádrže, umístěné na koncích křídla. Vyrobeno 154 kusů.
EF-84EDva letouny verze F-84E, přestavěné pro zkoušky různých metod doplňování paliva za letu
F-84GJednomístný stíhací bombardér, schopný nést jednu jadernou pumu Mark 7. Motor J35-A-29, autopilot, možnost přijímat palivo za letu pomocí ráhna (Přípojný bod v náběžné hraně levé poloviny křídla.) i hubic (Montovány na nádržích, umístěných na konci křídla.). Zavedl kabinu s hustým rámováním, která byla zpětně montována i na dřívější verze. Postaveno 3 025 kusů, z toho 1 936 pro členské země NATO.
EF-84GVerze schopná startu z místa, určená k ochraně bodových objektů. Používala raketový urychlovač ze střely MGM-1 Matador s plochou dráhou letu. Nevstoupila do sériové výroby.
F-84KXOsmdesát letounů F-84B z výzbroje USAF, přestavěných na rádiem řízené vzdušné terče pro výcvik pilotů United States Navy.

### Se šípovým křídlem
YF-84FDva prototypy F-84F se šípovým křídlem, původně značené YF-96A.
F-84F ThunderstreakVerze se šípovým křídlem a motorem Wright J65.
RF-84F ThunderflashPrůzkumná verze F-84F, postaveno 715 kusů.
RF-84K Projekt FICONParazitní průzkumný stroj na základě verze F, nesený bombardéry B-36 Peacemaker. Postaveno 25 letounů.
XF-84H ThunderscreechPokusný nadzvukový letoun, poháněný turbovrtulovým motorem.
YF-84JDva prototypy s motory General Electric J73.

## Uživatelé
- Belgie

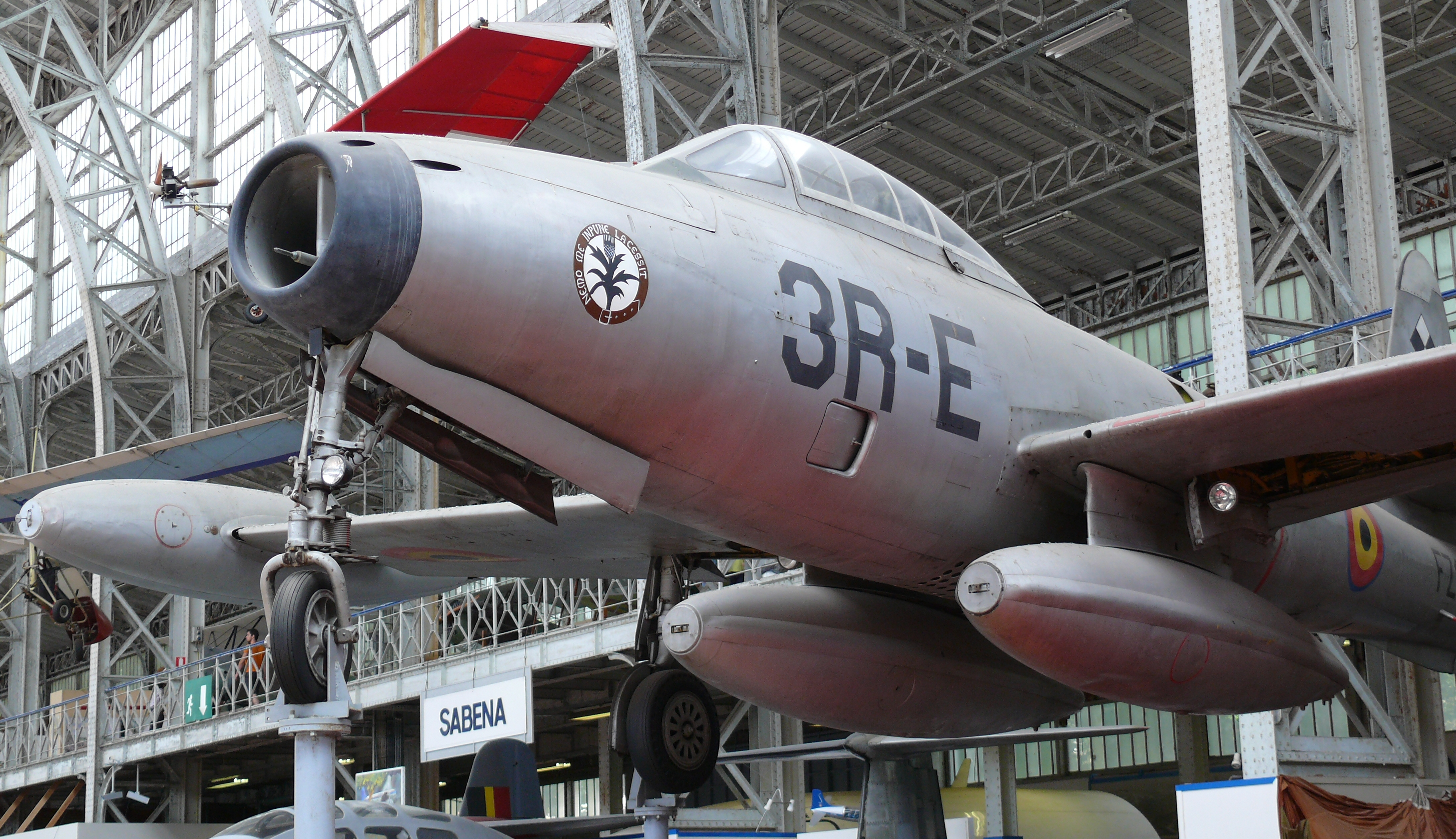
Belgický F-84

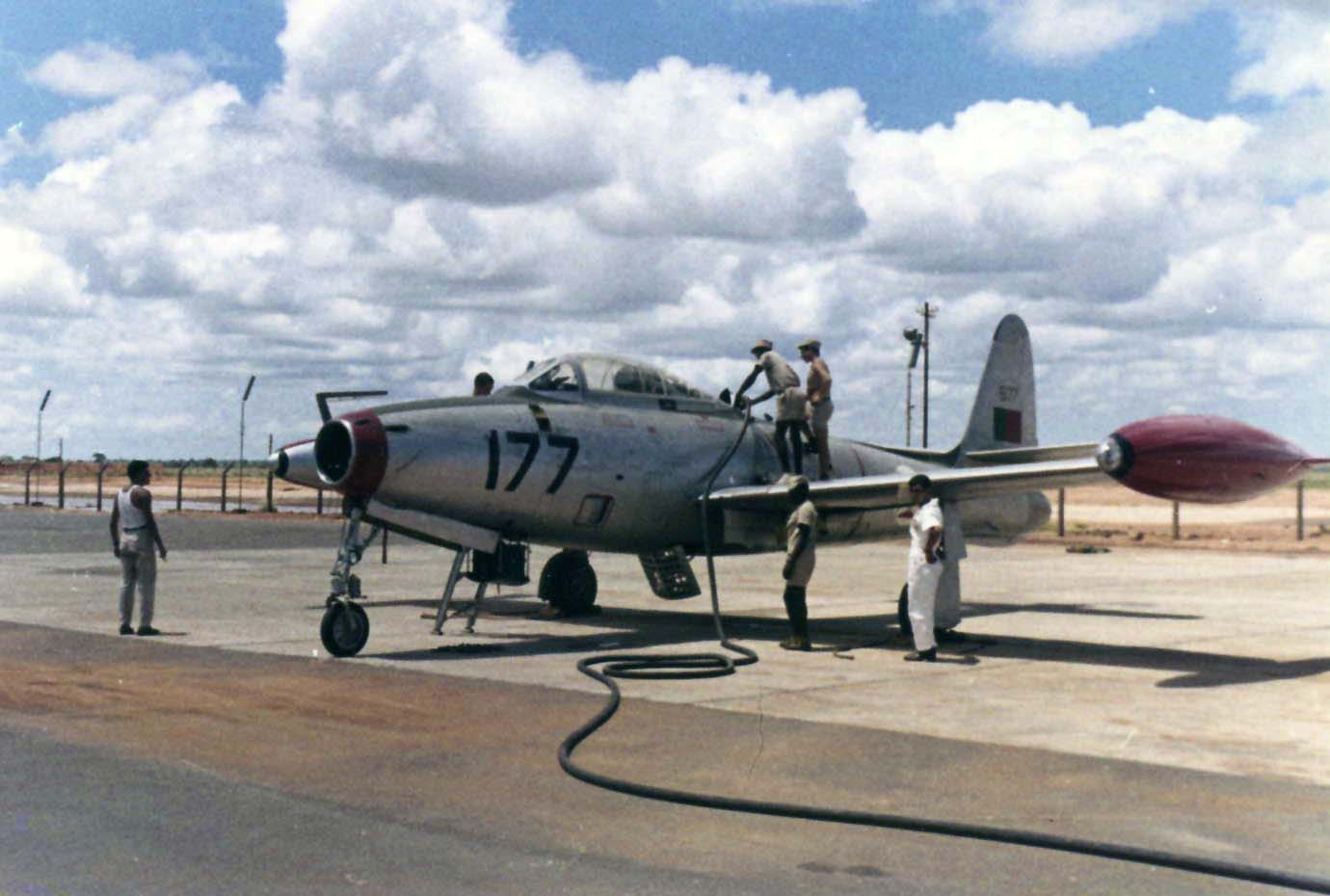
F-84 portugalského letectva

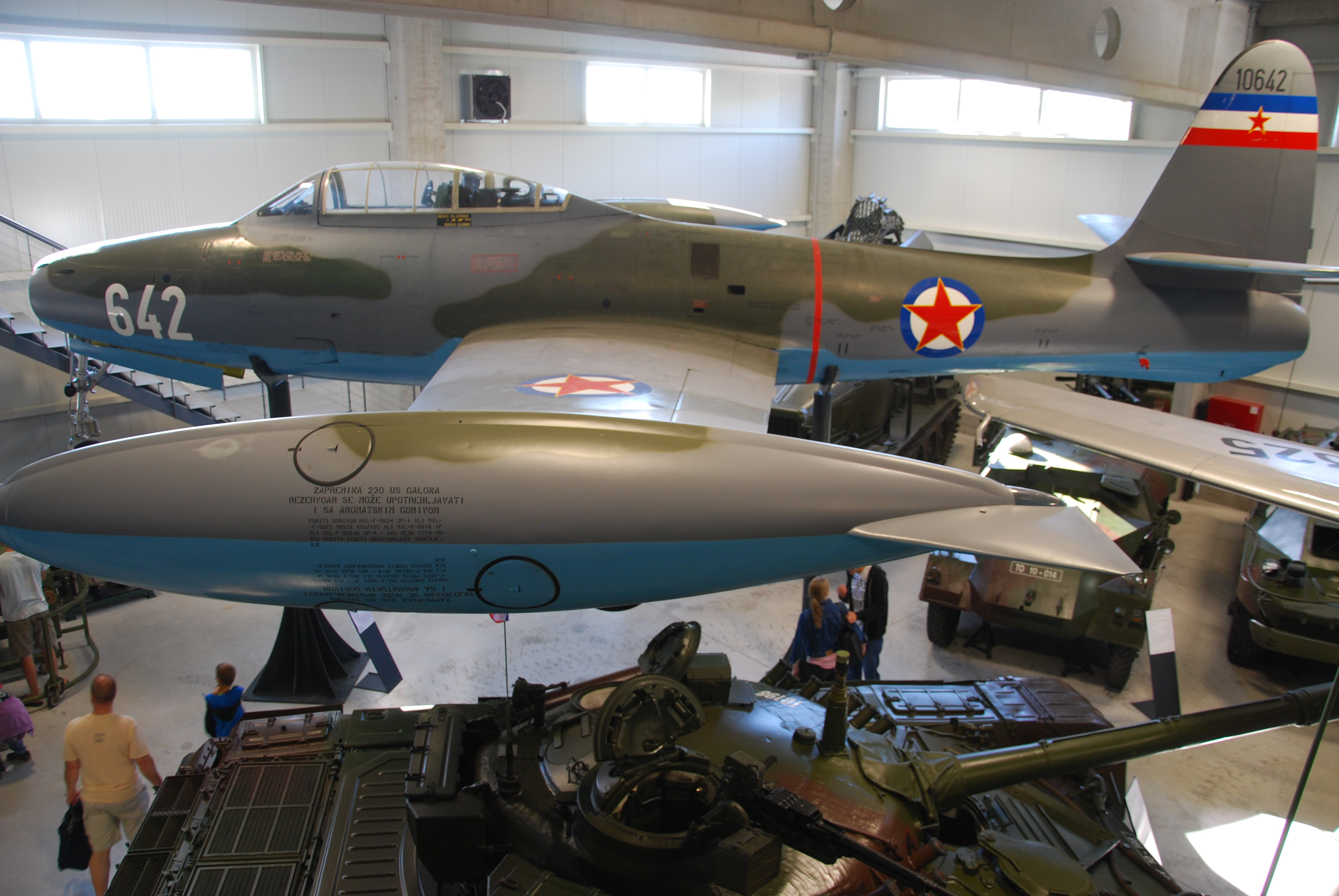
F-84G v bělehradském Muzeu letectví

  - Belgické letectvo (213 letounů, užívány od roku 1951)
- Čínská republika
  - Letectvo Čínské republiky
- Dánsko
  - Dánské královské letectvo
- Francie
  - Armée de l'air
- Itálie
  - Aeronautica Militare
- Íránské císařství
  - Íránské císařské letectvo
- Jugoslávie
  - Letectvo Socialistické federativní republiky Jugoslávie
- Nizozemsko
  - Nizozemské královské letectvo
  - Nizozemské námořní letectvo
- Norsko
  - Norské královské letectvo
- Portugalsko
  - Portugalské letectvo (Prvních 25 strojů Republic F-84G Thunderjet získalo Forca Aérea Portuguesa v lednu 1953. V květnu téhož roku nahradily u jednotky Esquadra 20 letouny Supermarine Spitfire, a stala se tak prvním proudovým útvarem portugalského letectva. V roce 1954 bylo FAP dodáno dalších 25 F-84G, které se staly součástí výzbroje Esquadry č. 21. Po reorganizaci vytvořily obě jednotky operační bojovou skupinu BA 2 a původní Esquadra 20 přečíslována na 22.)
- Řecko
  - Řecké královské letectvo
- Thajsko
  - Thajské královské letectvo
- Turecko
  - Turecké letectvo
- Spojené státy americké
  - United States Army Air Forces (prototypy)
  - United States Air Force

### Hlavní jednotky USAF s F-84
- 10th Tactical Reconnaissance Wing: RF-84F (1955–1958)
- 12th Fighter Escort Wing/Group: F-84E/G/F (1950–1957;1962–1964)
- 14th Fighter Wing/Group: P/F-84B (1947–1949)
- 15th Tactical Fighter Wing: F-84F (1962–1964)
- 20th Fighter Bomber Wing/Group: F-84B/C/D/E/F (1958–1959)
- 27th Fighter Escort Wing/Group: F-84E/G/F (1950–1958)
- 31st Fighter Escort Wing/Group: F-84C/E/F (1948–1950; 1951–1957)
- 49th Fighter Bomber Wing/Group: F-84E/G (1951–1953)
- 58th Fighter Bomber Group: F-84E/G (1952–1954)
- 66th Tactical Reconnaissance Wing: RF-84F (1955–1959)
- 67th Tactical Reconnaissance Wing: (15th & 45th TRS5) RF-84F/K (1955–1958)
- 71st Strategic Reconnaissance Wing: RF-84F/K (1955–1956)
- 81st Fighter Bomber Wing/Group: F-84F (1954–1959)
- 136th Fighter Bomber Wing/Group F-84E (1951–1952) @ K2, also J-13
- 312th Fighter Bomber Group: F-84E/G (1954–1955)
- 363rd Tactical Reconnaissance Wing: RF-84F (1954–1958)
- 366th Fighter Bomber Wing/Tactical Fighter Wing: F-84E,F (1954–1958;1962–1965)
- 401st Fighter Bomber Wing/Tactical Fighter Wing: F-84F (1957)
- 405th Fighter Bomber Wing/Tactical Fighter Wing: F-84F (1953–1956)
- 407th Strategic Fighter Wing: F-84F (1954–1957)
- 474th Fighter Bomber Wing: F-84D/E/G (1952–1953)
- 506th Strategic Fighter Wing: F-84F (1953–1957)
- 508th Strategic Fighter Wing: F-84F (1952–1956)
- 3540th Combat Crew Training Wing: F-84E (1952–1953)
- 3600th Combat Crew Training Wing: F-84D/E/G/F (1952–1957)
Redesignated 4510th CCTW with F-84D/F (1958)
- 3645th Combat Crew Training Wing: F-84E/G (1953–1957)
- 4925th Test Group (Atomic): F-84E/F/G (1950–1963)

## Specifikace (F-84G Thunderjet)

### Technické údaje
- Osádka: 1
- Rozpětí: 11,1 m
- Délka: 11,6 m
- Výška: 3,84 m
- Nosná plocha: 24 m²
- Hmotnost prázdného stroje: 5 200 kg
- Vzletová hmotnost: 8 200 kg
- Maximální vzletová hmotnost: 10 590 kg
- Pohonná jednotka: 1 × proudový motor Allison J35-A-29 o tahu 24,7 kN

### Výkony
- Maximální rychlost: 1 000 km/h
- Dostup: 12 350 m
- Stoupavost: 19,1 m/s
- Dolet: 1 600 km
- Přeletový dolet: 3 200 km s přídavnými nádržemi
- Plošné zatížení: 342 kg/m²
- Tah/Hmotnost: 0,31 lbf/lb

### Výzbroj
- 6 × kulomet Browning M3 ráže 12,7 mm
- Až 2 020 kg pum a neřízených střel, nesená mohla být i atomová puma Mark 7